# Du Bartàs
Pour les articles homonymes, voir Du Bartas (homonymie).

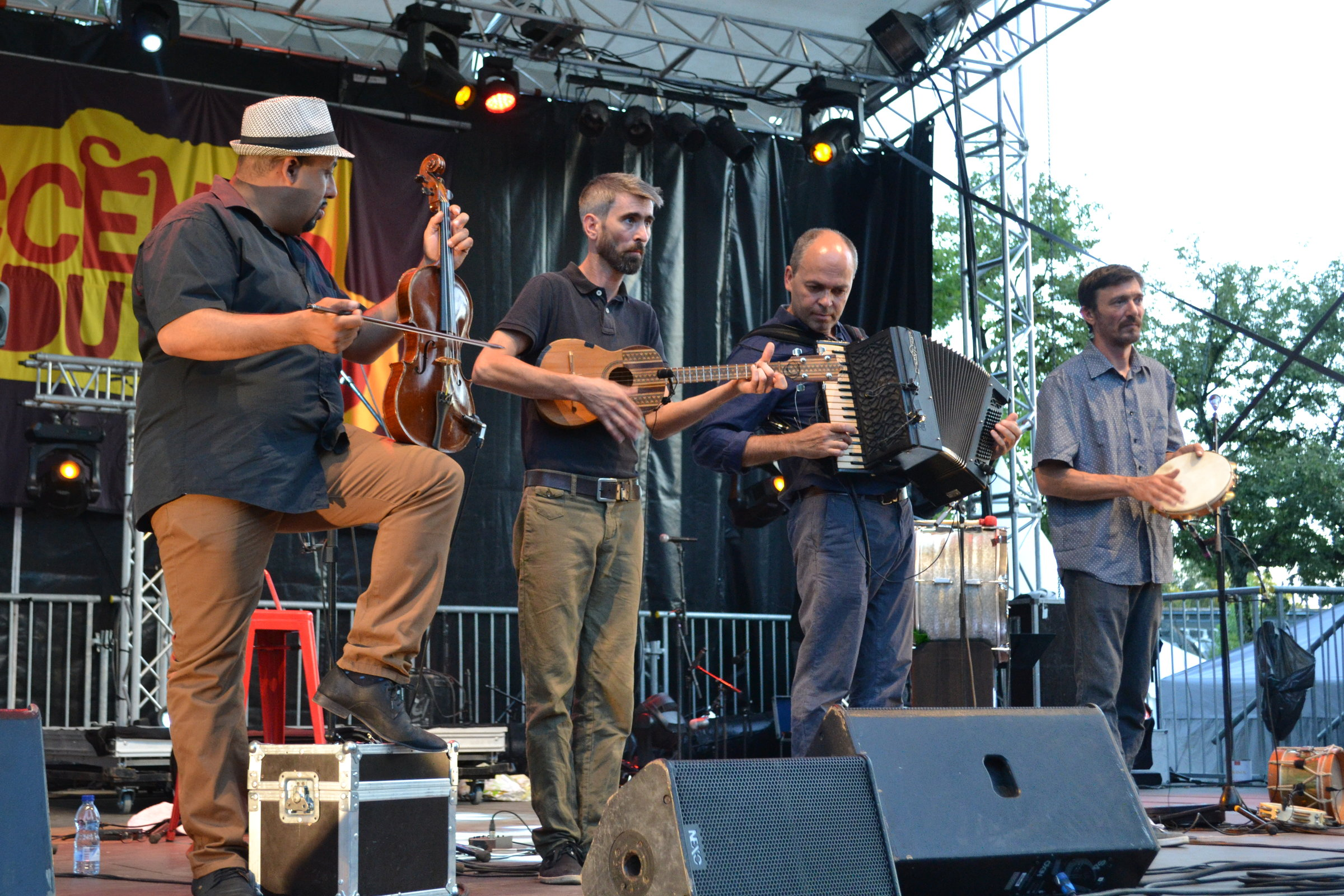
Le groupe en 2017.

Du Bartàs était un groupe instrumental et vocal composé de cinq (autrefois trois) musiciens (Titouan Billon, Abdelatef Bousbiba, Laurent Cavalié, Clément Chauvet et Jocelyn Papon), basé dans l'Aude et dans l'Hérault.

## Histoire
Créé en 2006, le groupe était à l'origine un trio (Laurent Cavalié, Jocelyn Papon et Pascal Tenza) dont le 1er album Turbo Balèti est sorti en 2007 chez Sirventés.
Leur répertoire de « chansons languedociennes », était essentiellement de langue occitane avec aussi parfois des chants en arabe. Après avoir puisé dans le répertoire traditionnel occitan, Du Bartàs interprétait depuis 2012 des compositions originales, évoquant les traces anciennes ou récentes laissées par l’histoire au creux d'un Languedoc méditerranéen et métissé, naviguant entre chronique sociale et poésie libertaire. De 2007 à 2019, Du Bartàs a sorti six albums édités par le label musical Sirventés/L'Autre Distribution.
Du Bartàs (broussaille en occitan) s'est produit en France et en Occitanie dans de nombreux festivals (Les Vieilles Charrues, Les Suds à Arles, Estivada de Rodez, Jeudis de Perpignan, festival Occitania de Toulouse, Rencontres de chants polyphoniques de Calvi, Babel Med Music à Marseille...) et sur diverses scènes (Théâtre de Narbonne, Le Nouveau pavillon de Bouguenais...),,.
Le groupe a donné son dernier concert en novembre 2021.

## Discographie
- Turbo Balèti (2007)
- Fraternitat! (2009)
- Es contra ta pèl (2012)
- Tant que vira (2013)
- Cinc (2016)
- Rufa (2019)[7]